# Peter Kox

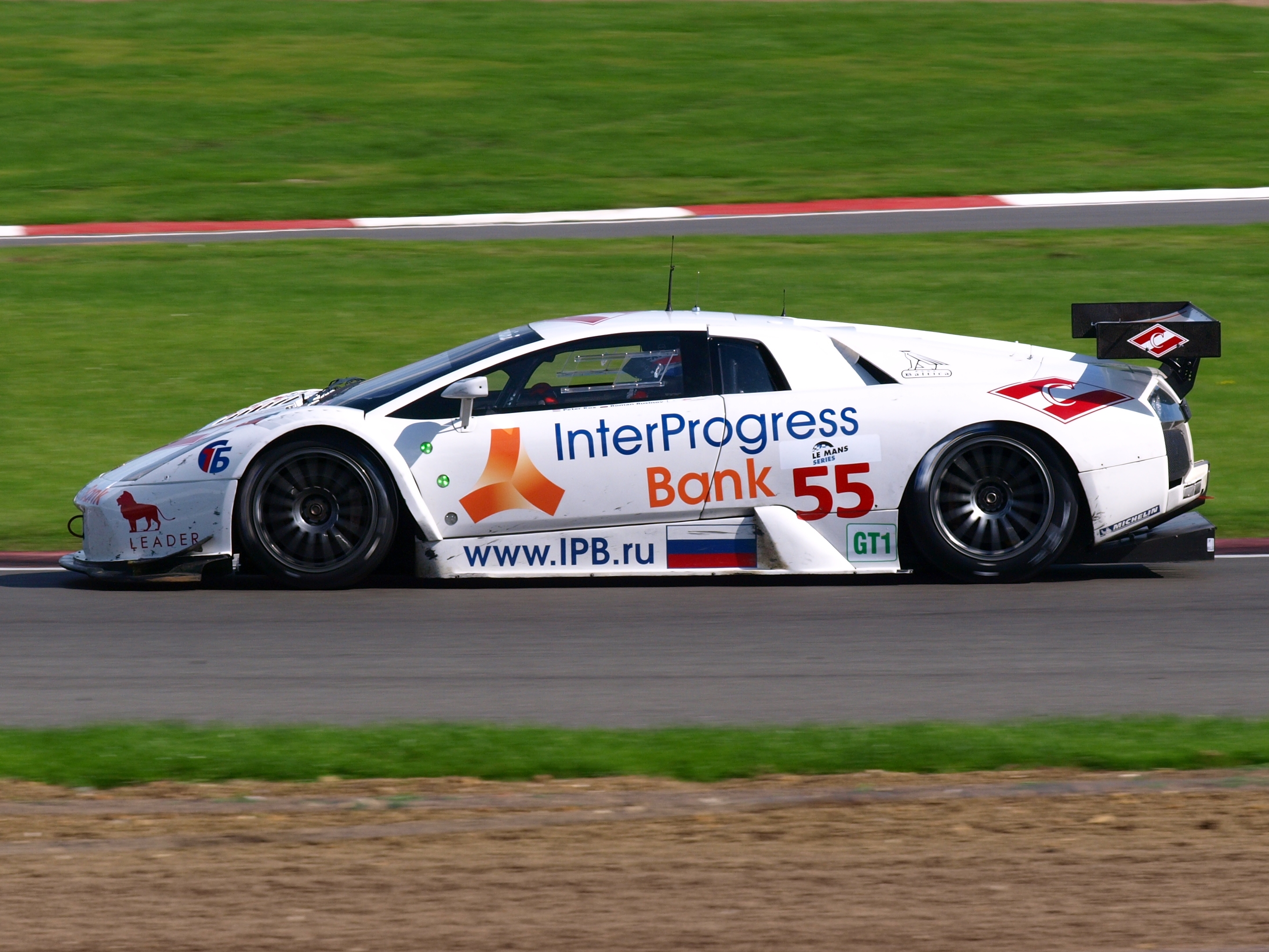
Peter Kox in 2008

Peter Kox (Eindhoven, 23 februari 1964) is een Nederlands autocoureur.
Kox heeft ervaring opgebouwd in Sportscar-racen en karting, nadat een Formule 1-carrière er niet in zat. Tegenwoordig is hij een veelgevraagd coureur voor merken als Aston Martin, Lamborghini en Spyker.

## Carrière
2008
- 24 uur van Le Mans
- Le Mans Series
- FIA GT
- ALMS

2007
- 24 uur van Le Mans
- FIA GT

2006
- 2e in Le Mans Series
- 24 uur van Le Mans in een Ferrari 550
- 4e in de 24 uur van Spa in een Aston Martin
- Met Spyker 12 uur van Sebring en 24 uur van Dubai in de FIA GT-klasse

2005
- Winnaar 1000 km van Silverstone als onderdeel van de Le Mans Series in een Ferrari 550
- ALMS-race Laguna Seca
- Officieel Lamborghini-testdriver

2004
- FIA GT-race met Lamborghini Murceliago
- 24 uur van Le Mans met Ferrari

2003
- Winnaar 24 uur van Le Mans in de GT1-klasse met een Ferrari
- 5e in het ALMS-kampioenschap

2002
- Spyker-fabriekscoureur in FIA GT
- ALMS met Prodrive Ferrari

2001
- ETCC-kampioen in een BMW 320i met 3 overwinningen
- FIA GT in een Ferrari F550 Maranello

2000
- Honda-fabriekscoureur in Euro STC (4e overall)

1998 - 1999
- Honda-fabriekscoureur: één overwinning, 7e in kampioenschap ('99)

1997
- 3e overall in 24-uursrace Le Mans met McLarenF1/BMW Schnitzer
- 6e in FIA GT-wereldkampioenschap met een McLaren-BMW
- diverse races in het BTCC voor BMW Team Schnitzer

1996
- 4e in 24-uursrace Le Mans met privé McLarenF1/BMW (met Nielsen / Bscher)
- 2e in 24-uursrace Spa met BMW Schnitzer
- BMW-testcoureur voor STW en McLarenF1

1995
- 2e in STW met BMW Team Schnitzer
- 1e in 24-uursrace Spa Francorchamps met BMW Schnitzer

1993
- Kampioen DTCC in een BMW met 5 overwinningen

1990-1992
- 3e in Brits F3-kampioenschap
- F3000

1989
- Europees Kampioen Opel-Lotus 8 overwinningen

1987
- 5e in Brits F3-kampioenschap